# 楚薩姆河
48°42′35″N 10°47′39″E / 48.70972°N 10.79417°E
楚薩姆河（德語：Zusam，發音：[ˈtsuːzam]）是德國巴伐利亞州的河流，屬於多瑙河的右支流，河道全長60公里，發源自马克特瓦尔德，河口處在多瑙沃特，河畔城鎮有齐梅茨豪森、丁克尔谢本、楚斯马斯豪森、韦尔廷根和布滕维森。